# 영준 (1978년)
영준(본명: 고영준, 1978년 12월 28일 ~ )은 대한민국의 가수로, 브라운 아이드 소울의 일원이다.

## 음반 목록

### 정규 앨범
- 《Easy》 (2012)

### 싱글
- 〈왜〉 (2008)
- 〈시작의 여름〉 (with 류수정) (2016)